# Heroic Age
Heroic Age (ヒロイック・エイジ?, Hiroikku Eiji) è un anime di genere mecha diretto da Toshimasa Suzuki. È prodotto dallo studio Xebec e va in onda sulle reti televisive giapponesi TV Tokyo e TV Osaka. La serie è andata in onda per la prima volta dal 1º aprile al 30 settembre 2007, per un totale di 26 episodi trasmessi.

## Storia
Molto lontano, in un tempo remoto esisteva un gruppo di persone che si facevano chiamare Tribù Dorata. Questa tribù aveva un dono eccezionale, ovvero quello della preveggenza. Un giorno chiamarono a raccolta alcune tribù primitive provenienti da alcuni pianeti della galassia. In quel momento tre popoli risposero all'appello: la Tribù d'Argento, la Tribù di Bronzo e la Tribù degli Eroi. In seguito, quando la Tribù Dorata decise di abbandonare quell'universo, inaspettatamente, un altro popolo si unì all'appello. Questo popolo erano gli esseri umani, che la Tribù Dorata chiamò Tribù del Ferro. Dopo poco tempo, il popolo umano si mise in viaggio alla ricerca del loro salvatore, guidati dalla Principessa Dianeira. Vagando per i pianeti della galassia, la Principessa percepì un flusso di energia pura, quel flusso apparteneva al Nodoss. Dianeira così riferisce al Capitano dell'Argonaut tramite un robottino elettronico di nome B-Navi che hanno trovato un flusso di energia proveniente da un punto dello spazio che potrebbe appartenere al Nodoss. Il Capitano e la squadra di Iolaus si dirigono nella stanza della Principessa dove B-Navi proietta l'immagine del pianeta Oron in cui si troverebbe il salvatore.
Appena la squadra di Iolaus e quella di Dianeira raggiungono il pianeta, trovando dopo poco tempo il ragazzo, dallo spazio arrivano dei formicai della Tribù di Bronzo comandati dalla Tribù d'Argento che cercano di attaccare la squadra scesa sul pianeta e l'Argonaut. La minaccia verrà fermata da Age, il ragazzo che dovrebbe salvare l'umanità, trasformatosi nel Nodoss Bellcross che distruggerà i formicai. Finita la carneficina Age decide di salire a bordo dell'Argonaut abbandonando il suo pianeta Oron e il suo amico polipo Fuut. Inizia così un viaggio alla lotta contro le Tribù nemiche e alla salvezza dell'umanità intera.

## Comandamenti
Ad ogni Tribù che possiede uno o più Nodoss viene fatto firmare un contratto in cui si devono rispettare i 12 comandamenti della Tribù a cui appartiene. Alcuni di questi comandamenti possono anche essere non rispettati.

### Comandamenti della Tribù di Ferro
I comandamenti della Tribù di Ferro sono stati elencati nel 2º episodio della serie.
1. Venera colui che li ha creati come fosse il tuo Re.
2. Servi il Re e non pretendere di diventarlo.
3. Restituisci la Terra agli umani, conosciuti con il nome di Tribù del Ferro.
4. Combatti contro tutti i superstiti della Tribù degli Eroi e sconfiggili.
5. Fa' sì che il pianeta madre della Tribù di Bronzo sia conquistato dagli esseri umani.
6. Fa' sì che il pianeta madre della Tribù d'Argento sia conquistato dagli esseri umani.
7. Ottieni i poteri della Tribù Dorata per predire il futuro.
8. Ottieni la conoscenza della Tribù Dorata per creare i Pianeti.
9. Rendi gli umani i padroni dell'Universo.
10. Proteggi gli alleati finché tutti i Comandamenti non saranno soddisfatti.
11. Non scappare o morire finché tutti i Comandamenti non saranno soddisfatti.
12. Quando tutti i Comandamenti saranno stati soddisfatti e se non si infrangono gli undici comandamenti precedenti, il genere umano, conosciuto anche come tribù del ferro, farà avverare il mio desiderio.

### Comandamenti della Tribù d'Argento
Il contenuto di alcuni contratti stilati dalla Tribù d'Argento è in parte ancora sconosciuto. La Tribù d'Argento conta un totale di quattro Nodoss.
- Karkinos - Il contratto con la Tribù d'Argento contiene 4 comandamenti.
- Mehitaka - Il contratto con la Tribù d'Argento contiene 3 comandamenti e sono:
  1. Obbedire sempre alla Tribù d'Argento o ci saranno delle conseguenze.
  2. Come Nodoss, fino al consumo di tutta la vostra energia dovrete obbedire alla Tribù d'Argento.
  3. Quando la Tribù d'Argento sarà in pericolo voi l'aiuterete.
- Letki - Il contratto con la Tribù d'Argento contiene 5 comandamenti e sono:
  1. Servendo la Tribù d'Argento, la vostra prospererà.
  2. Dovrete combattere contro i nemici della Tribù d'Argento come Nodoss.
  3. Quando gli altri Nodoss della Tribù d'Argento saranno in pericolo, voi li supporterete.
  4. Quando avrete scoperto l'energia della Tribù Dorata, voi, dovrete avvertire la Tribù d'Argento.
  5. Quando l'energia della Tribù Dorata si perderà, voi dovrete preservarla.
- Yuti - Il contratto con la Tribù d'Argento contiene 8 comandamenti.

## Personaggi

### Nodoss
Nodoss è il termine con cui sono indicati gli esseri viventi, appartenenti alle varie tribù, che racchiudono dentro di sé il potere della Tribù degli Eroi. Questo potere può essere evocato dal portatore in situazioni di pericolo, grazie ad una pietra che si trova nel proprio corpo e che sprigionando energia attiva il potere del Nodoss. I Nodoss hanno poteri soprannaturali come agilità raddoppiata, resistenza aumentata, forza superiore, la possibilità di respirare nel vuoto dello spazio e la capacità di non bruciare al rientro nell'atmosfera di un pianeta. In un episodio viene svelato che Age in realtà doveva servire la Tribù d'Argento ed inoltre Yuti afferma anche che se un Nodoss non rispetta i comandamenti affidati a lui dalla Tribù Dorata, la civiltà che proteggerebbe verrebbe distrutta.
Age (エイジ?, Eiji)
Doppiato da: Hiroshi Yazaki
Age ha un corpo da teenager ma in realtà ha più di 120 anni. Non si sa di preciso se abbia vissuto più di 100 anni in uno stato di stasi oppure dovuto all'entità presente in lui avendo una diversa durata di vita dal genere umano. Age ha vissuto a Oron, un pianeta che era dominato dal verde delle foreste ma che poi a causa di un impatto cosmico fu quasi distrutto. Age ha un carattere selvaggio tanto che sull'Argonaut viene chiamato dal Capitano e da Iolaus "scimmia". Egli essendo cresciuto in un pianeta in rovina, dal clima desertico, e capace di adattarsi a qualunque ambiente e di sopravvivere ad esso. Quando era su Oron si cibava dei tentacoli del suo animale domestico Fuut, un polipo gigante che viveva nelle sabbie del deserto. Essendo stato allevato dalla Tribù Dorata, che non conosce la cultura umana, Age a volte non conosce il significato dei numeri, di alcune parole semplici o di frasi comuni. Ha vissuto per tutto il tempo, in attesa dell'ascesa della Tribù di Ferro, in una nave abbandonata dove probabilmente è stato allevato. Age considerava sua madre il computer di bordo della nave abbandonata, A.I.. Quando la Tribù del Bronzo ha attaccato Oron, la sua casa (la nave), è stata distrutta scatenando in lui la rabbia che l'ha fatto trasformare nel Nodoss Bellcross distruggendo i formicai e salvando anche la Tribù del Ferro.
Bellcross (ベルクロス?, Berukurosu)
Bellcross è un'entità della Tribu degli Eroi che risiede nel nervo ottico dell'occhio destro di Age e detiene il potere/concetto dell'esistenza. Una volta che viene evocato, il Nodoss si unisce al corpo di Age ed è anche considerato il Nodoss più forte della Tribù degli Eroi, rimasto in vita. Bellcross come tutti gli altri Nodoss lavora per la Tribù a cui è stato affidato, cioè quella del Ferro.
Karkinos Rukan (カルキヌス・ルーカン?, Karukinusu Rūkan)
Doppiato da: Masayuki Katou
Karkinos è una persona calma e che non viene provocato facilmente. Lernaea è il Nodoss di Karkinos, detiene il potere/concetto della vita e detiene la migliore capacità rigenerante tra tutti i Nodoss. Quando combatte, sprigiona una nube di gas di colore viola durante i suoi attacchi che è velenosa e altamente corrosiva. Combatte con Age più volte riuscendone però sempre sconfitto. Durante la prima apparizione con lo scontro con Age, rischia di distruggere un intero pianeta con un solo attacco. Egli ha 4 comandamenti da rispettare con la Tribù d'Argento.
Mehitaka Pore (メヒタカ・ポレ?, Mehitaka Pore)
Doppiato da: Chihiro Suzuki
Mehitaka è un Nodoss che in passato aveva un animo spietato e distruggeva molti pianeti distruggendone i popoli che vi abitavano. Ora, per motivi non molto chiari, odia il combattimento e la distruzione ed è uno dei Nodoss più gentili e comprensivi. Il suo Nodoss "Artemia" e detiene il potere/concetto della Luce. È di colore rosso ed è capace di ribattere e riflettere alcuni fasci d'energia, tranne quelli basati sulla gravità. I comandamenti che Mehitaka deve rispettare sono 3.
Lekti Reku (レクティ・レクゥ?, Rekuti Rekuu)
Doppiato da: Miyuki Sawashiro
Lekti è una donna dai capelli lunghi che ha la capacità di trasportare oggetti e persone che le stanno accanto come fa Iolaus. È molto curiosa riguardo al destino che ha affidato loro la Tribù Dorata, discutendone spesso con Purome. Il suo Nodoss è "Erymanthos" che è in grado di manipolare il tempo ed è del tempo che detiene il potere/concetto. I comandamenti che deve soddisfare per la Tribù d'Argento sono 5.
Yuti Ra (ユティ・ラー?, Yuti Rā)
Doppiato da: Ami Koshimizu
Yuti è una donna che è a capo dei Nodoss della Tribù d'Argento. Ella ha la capacità, come Lekti e Iolaus, del teletrasporto. La filosofia di Yuti è semplice quanto dura: "I popoli che non ubbidiscono alla Tribù d'Argento non meritano di vivere.", frase che dice a Karkinos nella prima apparizione. Anche se può sembrare crudele e spietata Yuti ha un animo sensibile ed in fondo comprensivo. Il Nodoss di Yuti è "Cerberus" che si crede essere forte quanto "Bellcross". Detiene il potere/concetto del Nulla. La forma particolare del suo Nodoss assomiglia ad un vampiro. Yuti deve rispettare 8 comandamenti con la Tribù d'Argento.

### Tribù del Ferro
Nella corsa contro il tempo per l'esplorazione dello spazio, la Tribù del Ferro era quella più arretrata per quanto riguarda i mezzi tecnologici. Appena iniziarono a vagare per lo spazio cominciarono ad essere attaccati dai formicai della Tribù del Bronzo a sua volta comandati dalla Tribù d'Argento, che si era sostituita a quella Dorata. Il Nodoss , Belcross, è la loro unica speranza di riconquistare il proprio pianeta, invaso dalle tribù nemiche.
Dianeira Y Laitsa Altoria Ol Yunos (ディアネイラ・イ・ライツァ・アルトリア・オル・ユーノス?, Dianeira I Raitsa Arutoria Oru Yūnosu)
Doppiato da: Yui Ishikawa
Dianeira è la giovane principessa della Tribù del Ferro. Ella usa le informazioni tramandategli dalla Tribù Dorata per trovare il salvatore. Con i suoi poteri psichici e mentali è in grado di apparire, sotto forma di spirito, di fronte a chiunque in qualunque posto. Inoltre sembra che la principessa possa leggere i pensieri degli altri che le stanno attorno. Dianeira non riesce a leggere le onde spiritiche degli uomini impuri tanto che devono fermarsi ad almeno 10 metri da lei. L'unico uomo che le si è avvicinato così tanto è stato il Nodoss Age, dal cuore puro, al quale è molto legata affettuosamente.
Iolaus Oz Nahilm (イオラオス・オズ・ナヒリム?, Ioraosu Ozu Nahirimu)
Doppiato da: Takashi Kondo
Iolaus è il capitano della giovane forza combattente Yunos. Egli ha molte immagini olografiche della principessa che lo aiutano a combattere nei momenti difficili e depressivi. Iolaus ha la capacità di teletrasportare con sé oggetti e persone in un altro luogo.
Aneesha Ol Nagaala (アネーシャ・オル・ナガーラ?, Anēsha Oru Nagāra)
Doppiato da: Kaori Shimizu
Aneesha è l'assistente e amica della Principessa Dianeira. Fa parte anche della squadra medica dell'Argonaut ed è molto legata a Iolaus.
Tayl Ol Nahilm (テイル・オル・ナヒリム?, Teiru Oru Nahirimu) e Mayl Al Nahilm (メイル・アル・ナヒリム?, Meiru Aru Nahirimu)
Doppiate da: Yukari Tamura
Tayl e Mayl sono due gemelle in grado di comunicare telepaticamente tra di loro e possiedono anche abilità telecinetiche. Non hanno un ruolo ben preciso all'interno della storyline. Quando Iolaus è depresso le gemelle gli portano immagini olografiche della Principessa.
Mobead Oz Nahilm (モビード・オズ・ナヒリム?, Mobīdo Ozu Nahirimu)
Doppiato da: Takashi Matsuyama
Mobead è il comandante dell'Argonaut e della Tribù di Ferro. È il padre di Iolaus.
B-Navi (?, Bi-Navii)
B-Navi è il robottino personale del Capitano Mobead a cui comunica tutte le informazioni di servizio. È in diretto collegamento con l'Argonaut e con la stanza della Principessa, inoltre, è capace di proiettare immagini nel vuoto, senza supporto di nessuno schermo. Il Capitano a volte lo chiama semplicemente "B" o anche "Bi".
Nilval Nephew (ニルバール・ネフュー?, Nirubāru Nēfyū)
Doppiata da: Yukana
Nilval è un ufficiale militare della Tribù del Ferro ed è inoltre il comandante sostituto della flotta Azu-Azot. Lei è il Capitano Mobead erano insieme nella scuola degli ufficiali.
Atlantis Az Yunos (アタランテス·アズ·ユーノス?, Atarantesu Azu Yūnosu)
Doppiato da: Hiroyuki Yoshino
Atlantis è il secondo capo ufficiale della Tribù del Ferro. Egli ha un'unica sorella, Dianeira (La Principessa) che non considera mai e non le dà attenzione.
Meleagros E Laitsa Altoria Oz Yunos (メレアグロス·エ·ライツァ·アルトリア·オズ·ユーノス?, Mereagurosu E Raitsa Arutoria Ozu Yūnosu)
Doppiato da: Daisuke Kishio
Meleagros è il principe più anziano di tutta la Tribù del Ferro ed è il comandante della flotta Altoria. Egli usa Age per cercare di diventare Re della Tribù del Ferro.

### Tribù d'Argento
La Tribù d'Argento è composta da 3 guardiani che si sono auto-affermati padroni dell'Universo intero ed eredi della Tribù Dorata credendosi anche superiori a loro.
Peato Ō (パエトー・オー?, Paetō Ō)
Doppiato da: Yoshinori Fujita
Paeato è un membro della Tribù d'Argento che è stato scelto per distruggere l'Argonaut. Come Dianeira è capace di trasportare la sua immagine in qualsiasi punto dello spazio, ma diversamente dalla Principessa, questa forma è molto più complessa.
Rome Rō (ロム・ロー?, Romu Rō)
Doppiato da: Susumu Chiba
Non si hanno molte informazioni su questo personaggio. Le uniche cose che si sanno sono che era presente all'abbandono della Tribù Dorata e che è stato destinato a comandare Yuti e Peato.
Purome Ō (プロメ・オー?, Purome Ō)
Doppiato da: Rina Satō
Purome è un personaggio incaricato di capire i sentimenti della Tribù d'Argento.

### Tribù del Bronzo
La Tribù del Bronzo è il braccio destro della Tribù d'Argento. La loro popolazione è composta da insetti dal sangue color blu. La Tribù del Bronzo usa come basi d'attacco degli asteroidi scavati ed adempiti a formicai. Tramite essi possono allo stesso tempo attaccare, rifugiarsi e proteggersi rendendosi quasi immuni dai nemici. Gli unici che riesce a sconfiggerli completamente è il Nodoss della Tribù del Ferro, Bellcross. Non sono conosciuti personaggi chiave di questa tribù.

## Episodi
La serie è andata in onda per la prima volta in Giappone il 1º aprile 2007 su TV Tokyo e TV Osaka. In totale conta 26 episodi.

## Staff
- Produttore dell'Animazione: Xebec
- Planning: Toshimichi Ōtsuki, Yukinao Shimoji
- Direttore: Toshimasa Suzuki
- Produttori: Takatoshi Chino, Gou Nakanishi
- Storyboard: Toshimasa Suzuki
- Composizione della Serie: Tow Ubukata
- Storia Originale: Tow Ubukata
- Chief animator: Hisashi Hirai
- Direttore Artistico: Toshihiro Kohama
- Art design: Yoshinori Shiozawa
- 3DCG director: Hirofumi Yagi
- Character design: Hisashi Hirai
- Mecha concept design: Yoshiki Kuga
- Mecha design: Ken Ōtsuka, Naohiro Washio
- Color setting: Mitsuko Sekimoto
- Musiche: Naoki Satō
- Effetti Sonori: Hiromune Kurahashi
- Direttore del Sonoro: Kazuya Tanaka
- Direttore Fotografico: Takashi Aoki

## Musiche

### Sigla Iniziale
La sigla iniziale di Heroic Age, "gravitation", è stata composta da angela ed è stata messa in vendita il 9 maggio 2007 al prezzo di 1200 ￥. La Opening è stata introdotta dal 2º episodio.
Il CD messo in vendita conteneva i seguenti brani musicali:
1. "gravitation"
2. "Storm of Nothingness" (虚無の嵐, "Storm of Nothingness")
3. "Your breath"
4. "gravitation" (Karaoke/no vocals)
5. "Storm of Nothingness" (虚無の嵐, "Storm of Nothingness") (Karaoke)
6. "Your breath" (Karaoke)

Staff:
- Lirico: Atsuko
- Compositore: Atsuko and KATSU
- Dispositore: KATSU

### Sigla Finale
La sigla finale di Heroic Age, "Azurite", è stata composta da Tae Urakabe ed è stata messa in vendita il 23 maggio 2007 al prezzo di 1050 ￥. La finale è stata introdotta dal 3º episodio.
Il CD messo in vendita conteneva i seguenti brani musicali:
1. "Azurite"
2. "Starry heavens"
3. "Azurite" (Karaoke)
4. "Starry heavens" (Karaoke)

Staff:
- Lirico: SHUMA (for Azurite)
- Compositore e Dispositore: YUPA (for Azurite)

### Colonna sonora
La prima colonna sonora "Star Way" è stata pubblicata l'11 luglio 2007. La confezione conteneva 2 CD, il primo con le originali colonne sonore mentre il secondo conteneva un Drama-cd.
Disco 1
1. "Heroic Age" (ヒロイック・エイジ?, Hiroikku Eiji)
2. "Star murder" (星殺し?)
3. "Bellcross" (ベルクロス?, Berukurosu)
4. "Star way" (スターウェー?, Sutāwē)
5. "Nodos Fight" (ノドスの戦い?, Nodosu no tatakai)
6. "Scar" (傷?)
7. "Everyday life of Age" (エイジの日?)
8. "Age and Futo" (エイジとフートォ?, Eiji to Fūtoo)
9. "Heart's Rain" (心の雨?)
10. "Planet Dyui" (惑星デュイー?, Wakusei Dyuī)
11. "Azu Azot Fleet" (アズ・アゾート艦隊?, Azu Azōto Sentai)
12. "Spark" (閃光?)
13. "Silver Tribe" (銀の種族?, Gin no Shuzoku)
14. "Conversation" (対話?)
15. "Cemetery Belt" (セメタリー・ベルト?, Semetarī beruto)
16. "Argonaut" (アルゴノート?, Arugonōto)
17. "One Heart" (心ひとつに?)
18. "Tayl and Mayl" (テイルとメイル?, Teiru to Meiru)
19. "Intense Earthquake" (激震?)
20. "Contract" (契約?, Keiyaku)
21. "The Coming of the old Star God" (旧き神の星?)

Disco 2
Il secondo disco parla della vita di Iolaus al di fuori della serie Heroic Age. Il disco contiene anche un pezzo di "Azurite" e alcuni tratti con la voce di Dianeira.
Staff:
- Takashi Kondo è Iolaus
- Yukari Tamura è Tayl
- Rie Kugimiya è Mayl
- Kaori Shimizu è Aneesha

## Somiglianze
Heroic Age trae i nomi di alcuni personaggi e di alcuni oggetti, insieme a parti della storia, da una leggenda greca.
Le storie e le ripartizioni delle parti sono molto simili a quelli del telefilm fantascientifico americano Stargate SG1.
Il popolo Dorato è simile agli Antichi; il popolo d'Argento è assimilabile ai Tok'ra e ai Goa'uld; il popolo di Bronzo ai Jaffa, servi dei Goa'uld; e il popolo di Ferro è come la popolazione umana, i Tau'ri, del telefilm, perché hanno la tecnologia più arretrata di tutti.